# Ernst August al II-lea, Duce de Saxa-Weimar
Ernst August al II-lea, Duce de Saxa-Weimar-Eisenach (2 iunie 1737 – 28 mai 1758), a fost duce de  Saxa-Weimar-Eisenach.

## Biografie
A fost al doilea fiu (al cincilea în ordinea nașterii) însă fiul ce mare în viață al lui Ernst August I, Duce de Saxa-Weimar și a celei de-a doua soții, Sophie Charlotte de Brandenburg-Bayreuth, fiica lui Georg Friedrich Karl, Margraf de Brandenburg-Bayreuth.
Tatăl lui Ernst August al II-lea, un conducător iubit cu o pasiune pentru vânătoare, și-a mutat curtea la Eisenach. Ducele și-a neglijat fiul și moștenitorul său, astfel încât Ernst August al II-lea și-a petrecut primii ani sub supravegherea unui mareșal în Weimar.
Ernst August I a murit în 1748, când Ernst August al II-lea avea 11 ani. Deoarece era minor, ducii Frederic al III-lea de Saxa-Gotha-Altenburg și Franz Josias de Saxa-Coburg-Saalfeld și-au asumat regența ducatului Saxa-Weimar-Eisenach în numele lui Ernst August al II-lea. Tânărul duce s-a dus să locuiască cu Ducele Frederic la Gotha, unde a primit o educație potrivită.
În 1755 Ernst August al II-lea și-a asumat domnia. El l-a numit pe fostul său tutore ca noul său cancelar. Pentru că tânărul duce a fost un copil bolnăvicios, a fost încurajat să se căsătorească repede pentru a asigura moștenitori.
La Brunswick la 16 martie 1756, Ernst August al II-lea s-a căsătorit cu Anna Amalia de Brunswick-Wolfenbüttel. Ei au avut doi fii:
- Karl August, Mare Duce de Saxa-Weimar-Eisenach (n. 3 septembrie 1757 – d. 14 iunie 1828)
- Frederick Ferdinand Constantine (n. 8 septembrie 1758 – d. 6 septembrie 1793); a murit celibatar.

Când Ernst August al II-lea a murit, fiul său cel mare era încă minor. Văduva lui Ernst August, ducesa Anna Amalia, a jucat rolul de regentă a ducatului în numele fiului ei.